# 살로 (음식)
살로(러시아어와 우크라이나어: са́ло, salo, 벨라루스어: са́ла, 헝가리어: szalonna, 폴란드어: słonina, 불가리아어: сланина (slanina), 마케도니아어: сланина (slanina), 루마니아어: slănínă 또는 slánă, 세르보크로아트어, 체코어와 슬로바키아어: slanina)는 돼지고기 비계를 소금에 절인 러시아 요리로, 주로 러시아와 우크라이나에서 즐겨 먹는 음식이다.
동유럽에서는 주로 살로 위에 파프리카나 후추 등 향신료를 뿌려서 먹으며 남유럽에서는 훈제 형태로 먹는 경우가 많다. 러시아와 우크라이나에서는 얇게 썬 살로를 얹은 호밀빵을 보드카와 함께 먹기도 하며 잘게 다진 마늘과 함께 보르시의 양념 재료로 사용되기도 한다.

## 같이 보기
- 샤르퀴트리